# Missionarie di Santa Teresa del Bambin Gesù
Le Missionarie di Santa Teresa del Bambin Gesù (in portoghese Missionárias de Santa Teresa do Menino Jesus; sigla M.S.T.) sono un istituto religioso femminile di diritto pontificio.

## Storia
La congregazione fu fondata il 19 marzo 1948 a Ourém dal vescovo barnabita Eliseo Maria Coroli, prelato di Guamá. Il noviziato fu aperto il 25 marzo 1954 a Bragança.
Il 25 marzo 1976 la Santa Sede concesse il nulla osta per l'erezione dell'istituto in congregazione religiosa di diritto diocesano.

## Attività e diffusione
Le suore si dedicano all'aiuto ai missionari nel lavoro pastorale e pratico, all'istruzione primaria e secondaria della gioventù, all'assistenza a malati e poveri e ad altre attività religiose e sociali; ai tre voti comuni a tutti i religiosi aggiungono quello di "apostolato della gioia".
Oltre che in Brasile, sono presenti in Angola e Italia; la sede generalizia è a Bragança, in Brasile.
Alla fine del 2015 l'istituto contava 148 religiose in 31 case.